# Dio (banda)
Dio va ser una banda de heavy metal formada el 1982 i dirigida pel Ronnie James Dio, després que ell hagués marxat de Black Sabbath amb la intenció de formar una nova banda amb el seu antic company de Black Sabbath el bateria Vinny Appice. El nom de Dio va ser triat perquè tenia sentit des d'un punt de vista comercial, el seu nom ja era ben conegut en eixe moment.